# Eugene Houdry
Eugene Houdry (Domont, 18 aprile 1892 – Upper Darby, 18 luglio 1962) è stato un ingegnere meccanico e inventore francese.
Creò il cracking catalitico del petrolio grezzo.

## Biografia
Prestò servizio nell'esercito francese come tenente durante la prima guerra mondiale, dove fu ferito in azione e premiato con la Croix de guerre. Successivamente fu fatto Cavaliere della Legion d'onore.
Dopo aver tentato inizialmente di produrre benzina a partire dalla lignite, assai abbondante in Francia, nel 1930 si trasferì negli Stati Uniti alla ricerca di finanziamenti e passò all'utilizzo di catrami pesanti. Sebbene ci fossero stati tentativi precedenti di usare catalizzatori nel processo di cracking, Houdry fu il primo a superare il problema fondamentale del loro deterioramento, tramite un processo di rigenerazione. Negli anni trenta collaborò con due aziende petrolifere, la Socony Vacuum e la Sun Oil, per sviluppare il processo. La prima unità funzionante fu operativa dal 1937 in uno stabilimento della Sun Oil Co in Pennsylvania. La seconda guerra mondiale costituì un forte impulso alla creazione d'impianti per la produzione di benzina avio.
Ai progressi successivi contribuirono diversi altri ingegneri, come Alex Golden Oblad, Edwin Gilliland e Warren Lewis, fino ad arrivare al processo moderno del Cracking catalitico a letto fluido.
A seguito dei primi studi sull'inquinamento dovuto ai motori a combustione interna, Houdry si interessò alla produzione di convertitori catalitici da usare nell'industria automobilistica, fondando la Oxy-Catalyst. La marmitta catalitica (1956) fu uno dei circa 100 brevetti che registrò nella sua carriera, anche se non entrò in uso fino agli anni settanta, in quanto il piombo tetraetile utilizzato come antidetonante in precedenza avvelenava il catalizzatore. Fu premiato con la Howard N. Potts Medal nel 1948.